# Verónica (Buenos Aires)

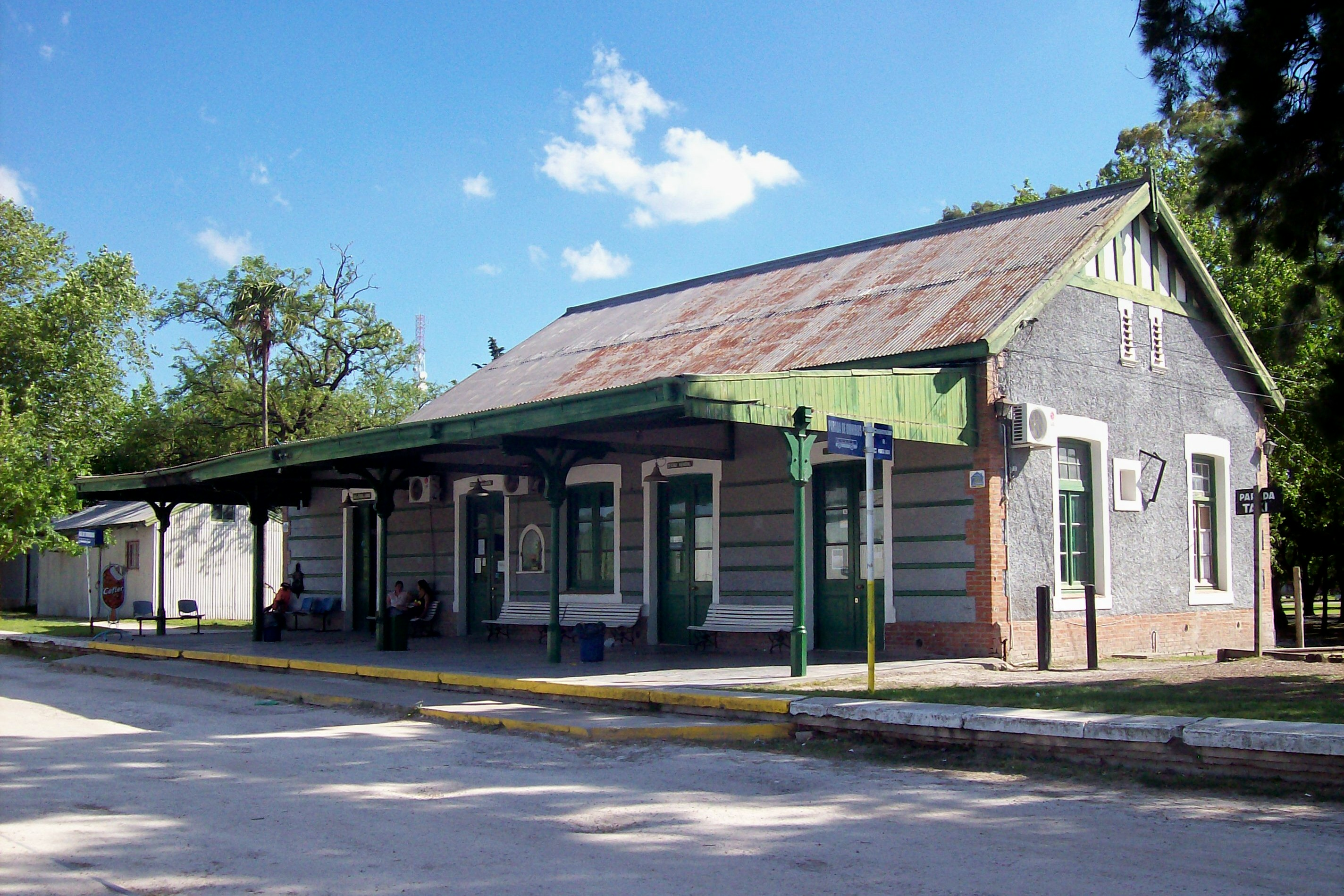
Antiga estació de tren

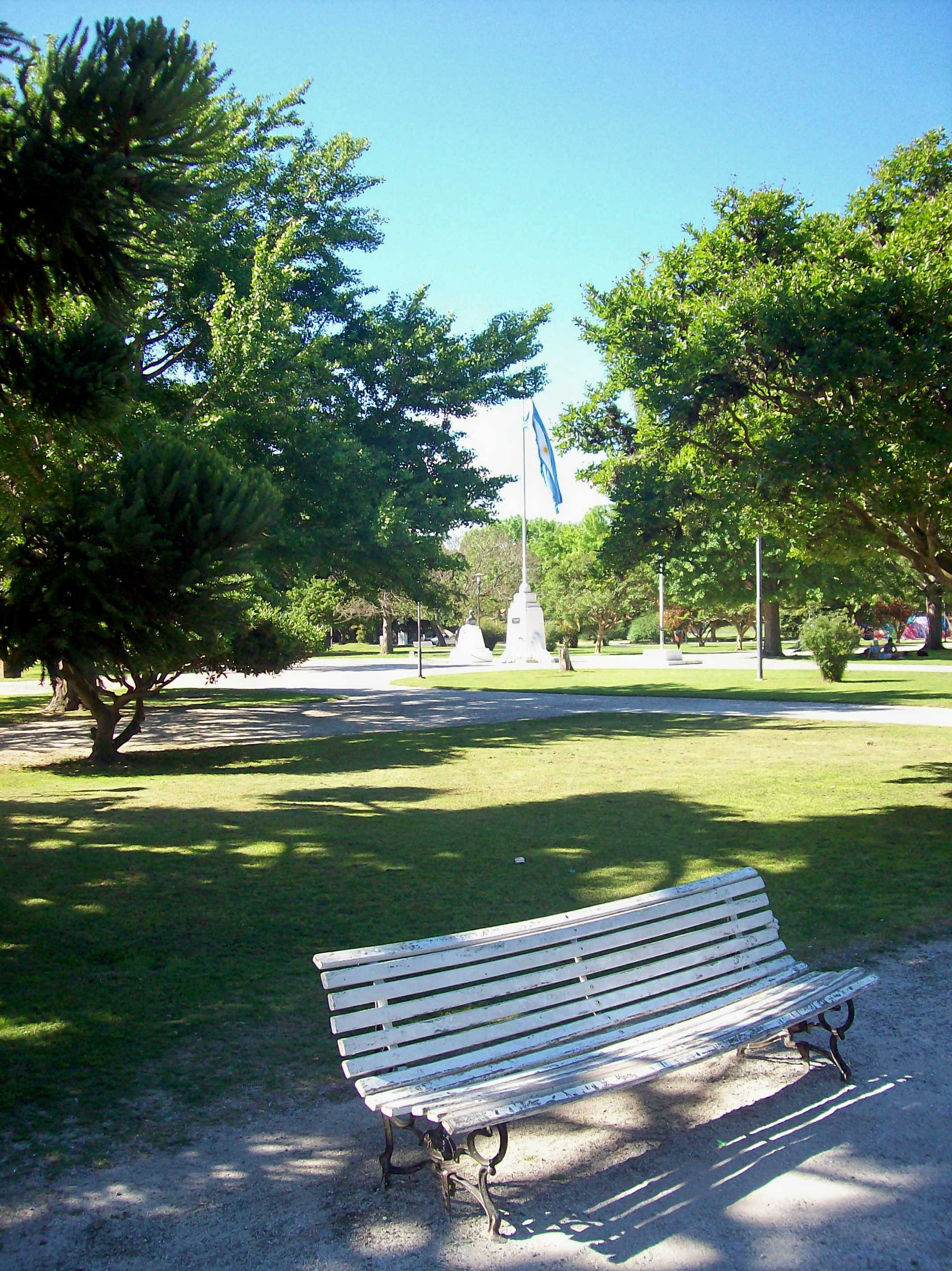
Plaça de Verónica

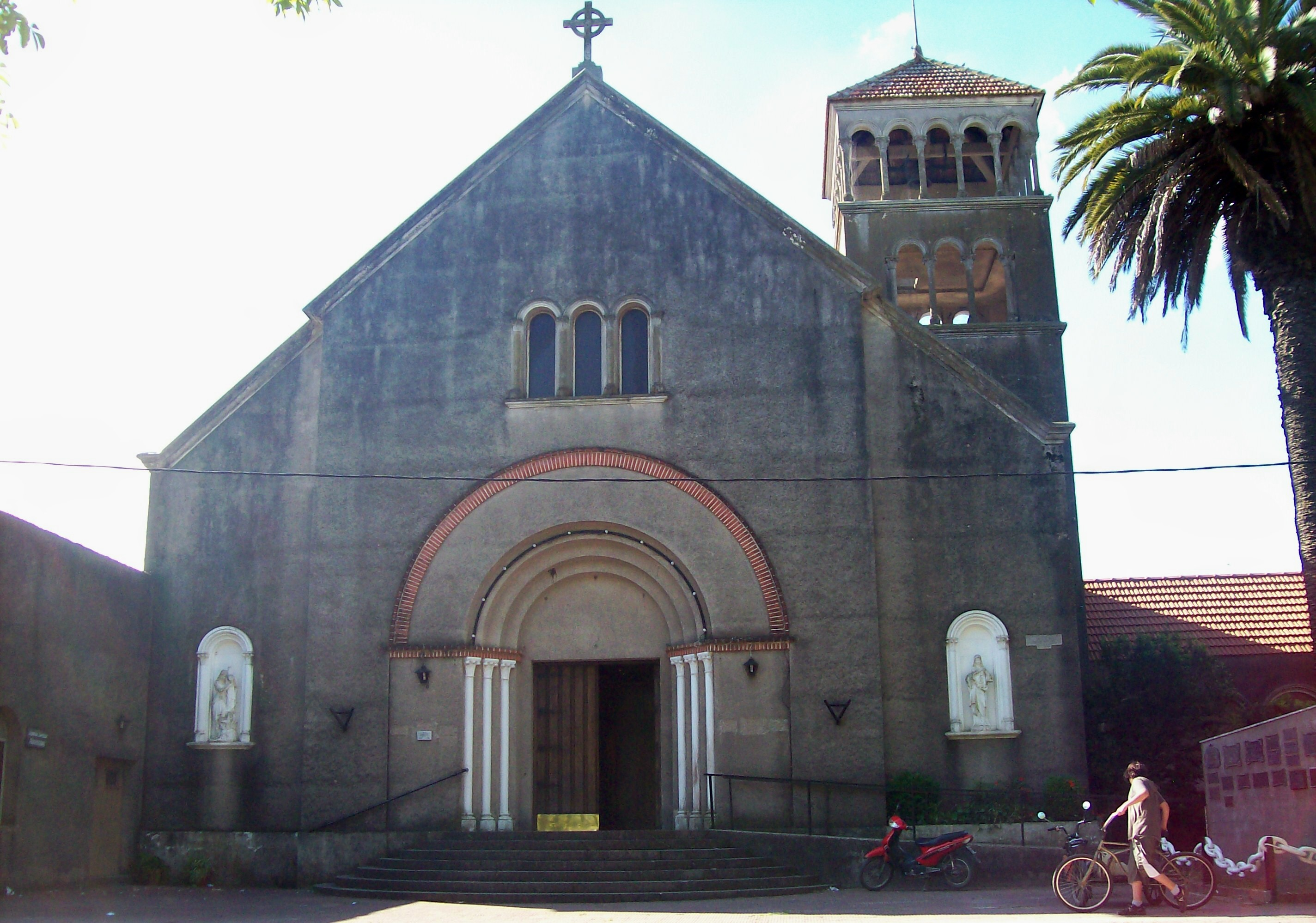
Parròquia de la Mare de Déu de Lourdes

Verónica és una ciutat de l'est de Buenos Aires, Argentina, a 90 km de la ciutat capital de la província de Buenos Aires. És el centre administratiu del partit de Punta Indio.

## Topònim
El nom de la ciutat es va imposar en honor de Verónica Bernal de Tornquist, esposa de Martín Tornquist, un dels tres germans que van heretar les terres del seu pare Ernesto Tornquist.

## Història
Tres dels deu fills del Matrimoni Tornquist van heretar les terres que actualment formen la ciutat, transformat-se en les estàncies Luís Chico, Juan Jerónimo i La Verde. El gener de 1914 s'instal·la l'estació ferroviària, conduint a l'assentament de la població prop de les vies i donant-li gran progrés. de seguit es promou la subdivisió privada de la terra creant la trama urbana i la construcció d'unitat de treball agrari. El 18 de març de 1915 s'escriptura la primera parcel·la de terreny a nom d'En Inocencio Ruggiero. Amb el pas dels anys sorgeix un poble amb el tramat modern similar al de la Ciutat de la Plata, ja que va ser diagramat pel mateix enginyer. Destaca la presència de diagonals.
El 25 de febrer de 1925 s'estableix la Base Aeronaval Punta Indio, transformat-se un dels principals pilars del desenvolupament de la localitat, augmentant les possibilitats de feina i de població a causa de l'establiment del militar i la seva família.